# Craig Gannon
Craig Gannon (Manchester, 30 juli 1966) is een Brits muzikant. Hij is vooral bekend als slaggitarist van de alternatieve rockgroep The Smiths, van mei tot en met oktober 1986. Daarnaast heeft Gannon gespeeld met artiesten als Roddy Frame, Morrissey, Terry Hall, Alison Moyet en Edwyn Collins.

## Carrière
Als tiener speelde Gannon gitaar voor de rockgroepen Aztec Camera en The Bluebells. Via The Smiths' voormalige gelegenheidsdrummer Simon Wolstencroft kwam hij in aanmerking als vervangend bassist van de groep, nadat Andy Rourke was ontslagen vanwege zijn drugsgebruik. Gannon, nog maar 19 jaar oud, werd in mei 1986 aangenomen als bassist, ook al had hij geen ervaring met het instrument. Rourke keerde echter al vóór Gannons debuut terug bij de groep, waarop Gannon noodgedwongen de overstap maakte naar slaggitaar.
Gannon speelde gitaar op twee Smiths-singles: Panic en Ask; van de laatste single beweerde hij een deel van het akkoordenschema te hebben bedacht. Ook speelde hij op de geschrapte single You just haven't earned it yet, baby. Hoewel zijn muzikale bijdrage door de groep werd gewaardeerd bleek hij tijdens een tournee door de Verenigde Staten niet bij de rest te passen. Vanwege zijn vliegangst moest Gannon per bus, apart van de groep reizen en overtrad hij de strikte vegetarische regels die zanger Morrissey had opgesteld. Terug in Engeland speelde hij nog mee met het concert dat verscheen op het livealbum Rank. Op 30 oktober trad hij in Manchester voor het laatst op met The Smiths. Niet veel later kreeg hij van een bevriende drummer te horen dat hij uit de groep was gezet. 
Nadat The Smiths in 1987 uit elkaar vielen diende Gannon een aanklacht in tegen Morrissey vanwege onbetaalde inkomsten. Desondanks werd hij door Morrissey ingehuurd als gitarist, ter gelegenheid van zijn nieuwe solocarrière. Gannon speelde gitaar op enkele singles, begeleidde Morrissey bij zijn eerste solo-optreden en kreeg een baan aangeboden als liedschrijver, op voorwaarde dat hij zijn aanklacht introk. Gannon weigerde uit principe en brak met Morrissey. De rechtszaak werd uiteindelijk gewonnen door Gannon, die een vergoeding van £42.000 kreeg toegewezen.
Daarna speelde Gannon voor verschillende groepen en artiesten tot hij een nieuwe loopbaan begon als componist van documentairefilms.